# Christophe Manas
Pas d'image ? Cliquez ici

a Compétitions nationales et continentales officielles uniquement.

Christophe Manas, né le 28 novembre 1975 à Villepinte, est un joueur français de rugby à XV évoluant au poste d'ailier ou de centre, reconverti ensuite en tant qu'entraîneur.
Il est maire de Corneilla-del-Vercol, 3e vice-président de la communauté de communes Sud Roussillon depuis 2020 et conseiller régional d'Occitanie depuis 2021.

## Biographie

### Carrière dans le rugby
Formé à l'USA Perpignan, Manas évolue ensuite au Stade français, au CA Bègles Bordeaux où il termine meilleur marqueur du championnat en 2000 avec 14 essais, au SU Agen avant de revenir à Perpignan en 2002.
Le 24 mai 2003, il est titulaire avec l'USA Perpignan, associé à Pascal Giordani au centre, en finale de la Coupe d'Europe au Lansdowne Road de Dublin face au Stade toulousain. Les Catalans ne parviennent pas à s'imposer, s'inclinant 22 à 17 face aux Toulousains qui remportent le titre de champion d'Europe.
Il prend sa retraite à l'issue de la saison 2009-2010.
Il reste néanmoins au club catalan, se reconvertissant en tant qu'entraîneur.
Remplacé par Marc Delpoux à l'USAP après deux ans, il signe un contrat avec l'US Dax à partir de la saison 2012-2013, auprès de Frédéric Garcia. Néanmoins, après de mauvais résultats sportifs et une nouvelle défaite à domicile pour l'équipe landaise au mois de février, les deux entraîneurs sont mis à l'écart pour le reste de la saison.
Après ces deux expériences d'entraîneur, Manas choisit d'arrêter toute activité dans le rugby professionnel, privilégiant sa vie familiale dans les Pyrénées-Orientales.

### Reconversion
Lors des élections municipales de 2014, il est élu conseiller municipal de Corneilla-del-Vercol dans les Pyrénées-Orientales. En 2020, il est élu maire du village au premier tour avec 51,16 % des voix,. Le 3 juin 2020, il est également élu 3e vice-président de la communauté de communes Sud Roussillon.
Lors des élections régionales de 2021 en Occitanie, il est candidat sur la liste de Carole Delga, présidente socialiste sortante. Il est en deuxième position sur la liste de la section des Pyrénées-Orientales menée par Agnès Langevine. Il est élu conseiller régional après la victoire de la liste socialiste avec 57,78 % de voix au second tour.

## Statistiques

### En tant que joueur
Durant sa carrière de joueur, il remporte à deux reprises le championnat de France, d'abord avec le Stade français en 1998 puis avec l'USA Perpignan en 2009.
Il a disputé 47 matchs en compétitions européennes, dont 24 en Coupe d'Europe de rugby à XV et 23 en Challenge européen 
(au total 19 essais).

### En tant qu'entraîneur
| Saison    | Club          | Division | Poste    | Classement                                | Coupe d'Europe                            | Challenge européen                        |
| --------- | ------------- | -------- | -------- | ----------------------------------------- | ----------------------------------------- | ----------------------------------------- |
| 2010-2011 | USA Perpignan | Top 14   | Arrières | 9e                                        | Éliminé en demi-finale                    | N/A                                       |
| 2011-2012 | USA Perpignan | Top 14   | Arrières | 11e                                       | N/A                                       | Éliminé en poule                          |
| 2012-2013 | US Dax        | Pro D2   | Arrières | Démis de ses fonctions en cours de saison | Démis de ses fonctions en cours de saison | Démis de ses fonctions en cours de saison |

## Palmarès

### En club
- Championnat de France de première division :
  - Champion (2) : 1998 avec le Stade français et 2009 avec l'USA Perpignan.
  - Vice-champion (3) : 2002 avec le SU Agen, 2004 et 2010 avec l'USA Perpignan.
- Coupe d'Europe :
  - Finaliste (1) : 2003 avec l'USA Perpignan.

### En sélection nationale
- International -21 ans[réf. nécessaire].
- International rugby à sept[réf. nécessaire].

### Distinctions individuelles
- Meilleur marqueur d'essais du Championnat de France en 2000.